# Маккорт, Фрэнк
Фрэнсис «Фрэнк» Маккорт (также встречается вариант Маккурт, англ. Francis «Frank» McCourt, 19 августа 1930 — 19 июля 2009) — американский писатель ирландского происхождения, лауреат Пулитцеровской премии за 1997 год.

## Биография
Маккорт родился в 1930 году в Бруклине, Нью-Йорк и был старшим ребёнком в семье из семи детей. Испытывая трудности с поиском стабильной работы во время Депрессии, в 1934 году Маккорты перебрались в Ирландию в родной для матери семейства город Лимерик. Однако на новом месте они впали в ещё большую нищету, а отец Маккорта, часто сидевший без работы, начал пропивать и без того скудные заработки. Когда Фрэнку было 11 лет, его отец уехал на поиски работы в Ковентри, предварительно оставив семье небольшую сумму денег, чтобы растить четырёх выживших детей (трое к тому времени скончались от голода, а сам Фрэнк в десятилетнем возрасте чуть не умер от брюшного тифа). Фрэнк окончил школу в 13 лет, однако, несмотря на рекомендацию учителя, продолжить образование ему не удалось. Отец окончательно бросил семью и Маккорт вынужден был перебиваться случайным заработком, а иногда даже прибегал к воровству хлеба и молока, чтобы содержать мать и троих братьев.
В 19 лет Маккорт вернулся в Соединённые Штаты и некоторое время подрабатывал в нью-йоркском отеле Билтмор, пока во время Корейской войны не был призван на службу и отправлен в Германию. По возвращении из армии, воспользовавшись солдатским Биллем о правах, предусматривающим льготы для ветеранов войны, он поступил в Нью-Йоркский университет, который окончил в 1957 году. В 1967 году Бруклинским колледжем ему была присуждена степень магистра. С 1960 по 1987 год Маккорт преподавал английский язык в Стайвесантской средней школе (англ. Stuyvesant High School), где он вступил в Американскую федерацию учителей.
В 1996 году, уже после выхода на пенсию, им была опубликована книга «Прах Анджелы» (англ. Angela's Ashes), представляющая собой мемуары писателя, в деталях описывающие его бедное детство в Лимерике. Книга быстро стала бестселлером во многих странах, была переведена на 17 языков, а в 1999 году вышла её одноимённая экранизация. Также за эту книгу в 1997 году Маккорт был удостоен Пулитцеровской премии. Успехом пользовались и последовавшие продолжения его мемуаров — 'Tis (1999) и Teacher Man (2005).
Маккорт был трижды женат, от первого брака у него осталась дочь Маргарет.
В последние годы жизни Фрэнк Маккорт боролся с меланомой, тяжёлой формой рака, а также страдал от менингита. Скончался он 19 июля 2009 года в Нью-Йорке, всего месяц не дожив до своего 79-летия.